# محمد آوال
محمد آوال (انگلیسی: Mohamed Awal؛ زادهٔ ۱ مهٔ ۱۹۸۸) بازیکن فوتبال اهل غنا است.
از باشگاه‌هایی که در آن بازی کرده است می‌توان به باشگاه فوتبال الشباب عربستان سعودی، باشگاه فوتبال الرجا کازابلانکا، و باشگاه فوتبال آسک میموساس اشاره کرد.
وی همچنین در تیم ملی فوتبال غنا بازی کرده است.